# Peter Ratcliffe
Sir Peter John Ratcliffe (Morecambe, 1954. május 14. –) brit orvos és sejtbiológus, aki elnyerte a 2019-es fiziológiai és orvostudományi Nobel-díjat Gregg Semenza amerikai orvossal és biokémikussal, valamint William Kaelin amerikai orvossal megosztva „az élet alkalmazkodóképességének kutatásáért”.